# Sunes jul
Sunes jul var SVT:s julkalender 1991, baserad på Sune-böckerna av Anders Jacobsson och Sören Olsson och författarna själva skötte lucköppningen. Serien skapades av Stephan Apelgren, Anders Jacobsson och Sören Olsson, med Peter Haber, Carina Lidbom och Andreas Hoffer som skådespelare.
SVT:s Öppet arkiv anordnade en omröstning 2016 för att utse den bästa julkalendern i Sveriges Television till och med 2015. Över 13 000 personer deltog i omröstningen och Sunes jul vann efter att ha fått 21 procent av rösterna.
2003 sände SVT julkalendern Håkan Bråkan med Sunes lillebror Håkan i huvudrollen.

## Handling
Serien handlar om Sune och hans familj och deras förberedelser och vardag inför den stundande julen.

## I rollerna
- Andreas Hoffer − Karl Sune Rudolf Andersson
- Peter Haber − Rudolf Andersson (pappa)
- Carina Lidbom − Karin Andersson (mamma)
- Gabriel Odenhammar − Håkan Andersson (lillebror)
- Nina Almlöf − Anna Andersson (storasyster)
- Rebecka Liljeberg − Sophie Blixt
- Jimmy Karlsson − Sunes kompis Jocke
- Annette Stenson-Fjordefalk − skolfröken
- Gaby Stenberg − fru Gunnarsson (granntanten)
- Meta Velander − farmor
- Olof Thunberg − farfar
- Calle Torén − Sunes kompis
- Pär Ericson − rektorn
- Måns Herngren − Staffan stalledräng / Zorro
- Åke Lindström − Jultomten
- Ulf Larsson − vakt #1
- Calle Carlswärd − vakt #2
- Rolf Lassgård − skogvaktaren
- Christer Tornell − vakt vid kyrkan
- Christer Fant − prästen
- Meg Westergren − tanten vid informationsdisken
- Inga Ålenius − våffeldamen
- Suzanne Reuter − väninnan
- Anders Jacobsson − programledare på TV
- Sören Olsson − programledare på TV
- Annika Bidner − expediten
- Yvonne Braxe − kassörskan
- Mats Olofsson − tomte
- Stephan Apelgren − sotare
- Anne-Sofie Kähr − skridskoflickan
- Inga-Märta Fröman − hovmästarinnan
- Petter Holmgren − mopedkillen
- Anita Lindman − TV-Hallåan
- Per Bolme − läkaren
- Maria Bolme − sköterskan
- Linda Risén − ängeln
- Claes Malmberg − fotografen

## Avsnitt
1. Julkortet
2. Sophie!
3. Skidvallan
4. Tjejgrej
5. Skrik- och gapsjukan
6. Hockeyklubban
7. Partyt
8. Julbordet
9. Rollen
10. Julspelet
11. Varuhuset
12. Krig!
13. Lucia
14. Julbaket
15. Pulkapappa
16. Julstädning
17. Farmor och farfar
18. Julgranen
19. Julpynt
20. Skolavslutning
21. Julrim
22. I kyrkan
23. Dan före dan
24. Julafton[3]

## Papperskalender
Även om Sune i vanliga fall illustreras av Sören, illustrerades adventskalendern av Bertillustratören Sonja Härdin, med familjen Andersson som bakar pepparkakor i köket. Sune sitter på en stol och funderar. Karin snubblar på golvet sedan hon satt ena foten i en skål, medan Rudolf kastar sig/faller över bordet. I taket gungar lampan. Anna faller från en stol hon står på nära spisen, och tappar mjöl över sig själv. Gröten har kokat över. Håkan har satt en gryta på huvudet, och använder en visp till att skjuta deg mot Sune. En liten tomtenisse springer genom köket med två påsar pepparkaksdeg, och en liten råtta sitter på golvet och gnager på kringlor. Sophie tittar in genom dörren.
På baksidan finns en liten historia av Anders och Sören, Sunes juldag, som handlar om när Anna sover efter att ha kommit hem från julottan i kyrkan på juldagsmorgonen, medan Sune och Anna retas.

## Om serien
Det var ursprungligen tänkt att 1991 års julkalender skulle bygga på Barna Hedenhös av Bertil Almqvist men dessa planer bedömdes bli för dyra och genomfördes aldrig.
Inspelningarna började i mars 1991.
År 1992 utkom serien i bokform, som den sjunde boken i Suneserien. I delar av TV-versionen hade man dock redan hämtat material från boken Sune och Svarta Mannen från 1989.
Författarna upplevde vid den tiden stora litterära framgångar med Sune och Bert, och Sunes jul blev mycket uppskattad av TV-tittarna, och sändes därför i repris under perioden 25 december 1995-7 januari 1996 och 23 december 2000-3 januari 2001, men denna gång inte som julkalender utan hade klippts om till 12 delar.

## Musik
Musik från serien låg 1991 på albumet Filmmusik av Thomas Lindahl, med melodierna "Sunes jul" och "Sunes jul da capo".

## Mottagande
Serien sågs totalt av över 3 000 000 tittare, vilket då var alla tiders rekord för SVT:s julkalender.
När norrmän kallades "idioter" protesterade norska ambassaden.

## Sändning och utgivning
Serien gavs 1992 ut på video (VHS) i fyra volymer under titeln Sunes vecka, samt 2002 på DVD och 2008 i box tillsammans med filmen Sunes sommar under titeln Sommar & jul med Sune.